# Waltraut Cooper
Waltraut Cooper (* 21. Dezember 1937 in Linz) ist eine österreichische Künstlerin.

## Leben und Wirken
Waltraut Cooper studierte Mathematik und theoretische Physik an der Universität Wien und an der Sorbonne Paris. Nach Lehrtätigkeit an der University of California, Santa Barbara begann sie eine künstlerische Laufbahn und studierte Malerei und Grafik in Lissabon und Frankfurt am Main, gefolgt von Lehrtätigkeit an der Kunstuniversität Linz. Sie spricht Deutsch, Latein, Englisch, Französisch, Italienisch, Spanisch, Portugiesisch, Polnisch und Russisch.
Arbeiten zum Thema Kunst und Wissenschaft sowie groß angelegte Lichtinstallationen wurden bei der Biennale-Venedig 1986/Kunst und Wissenschaft, bei Arte Laguna/Biennale-Venedig 1995, bei einem Projekt der Stadt Venedig für die Biennale 2009, bei Time Space Existence/Architekturbiennale Venedig 2014 und bei Time Space Existence/Architekturbiennale Venedig 2016 sowie in Wien, Berlin, Rom, Paris, Montreal, Boston, Washington, New York und Peking gezeigt.
Waltraut Cooper gilt als eine Pionierin der digitalen Kunst. Ihr „Klangmikado“, das sie 1987 für die Ars Electronica schuf, ist ein Klassiker der digitalen Künste. Wiederholt arbeitet sie in Kooperation mit ihrem Mann, dem Mathematiker James Bell Cooper (* 1944 in Glasgow, UK, bis 2012 Leiter des Instituts für Analysis an der Johannes Kepler Universität Linz) und ihrer Tochter Angela Cooper.
Ihr künstlerisches Werk mit Schwerpunkt Medien, Licht und Architektur wurde mit zahlreichen Preisen ausgezeichnet. Sie ist Mitglied des International Women’s Forum,  Kuratoriumsmitglied der Österreichischen Gesellschaft für Kulturpolitik, Mitglied der Internationalen Kepes Society Ungarn und Korrespondierendes Mitglied der Académie Européenne des Sciences, des Arts et des Lettres, Paris. Am 18. Mai 2010 wurde ihr vom Kulturministerium der Berufstitel Berufstitel Professor verliehen.

## Werk

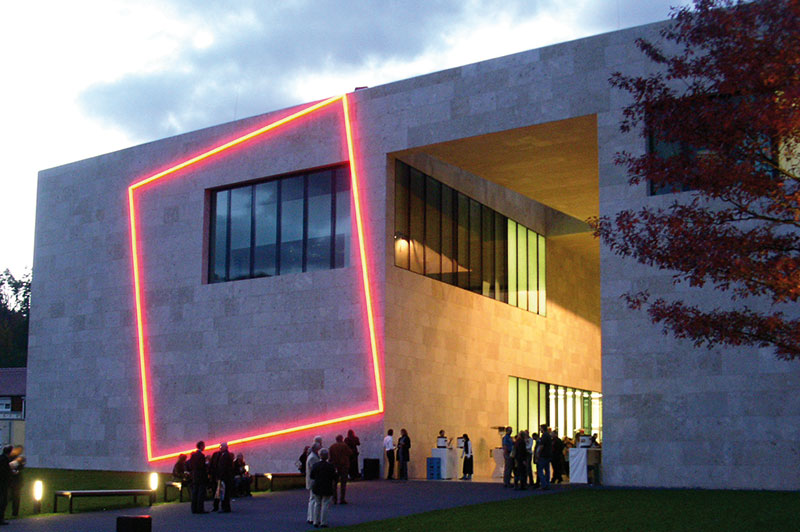
„Lichtquadrat“ am Museum Ritter in Waldenbuch bei Stuttgart

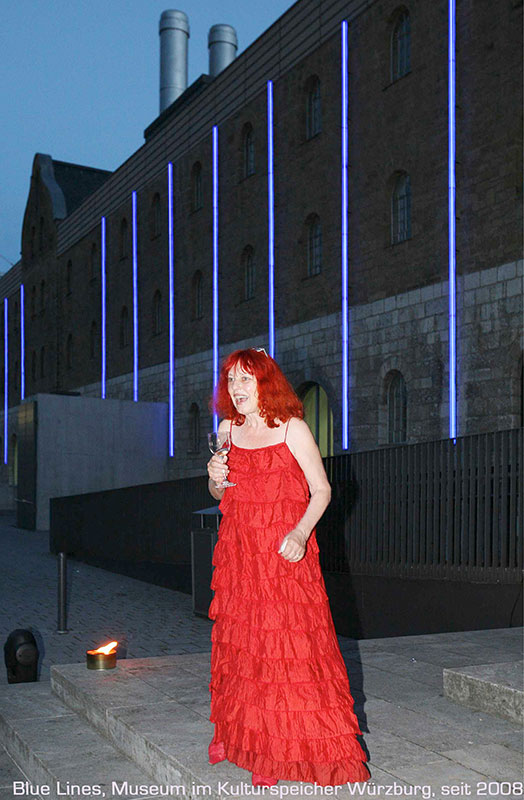
„Blue Lines“ am Museum im Kulturspeicher Würzburg

Mitte der 1970er Jahre entstanden Coopers erste Rauminstallationen. Damit löst sich die Künstlerin zunehmend von tradierten Werkformen und rückt das Licht in den Mittelpunkt ihres Interesses und Schaffens. Sie bespielt ganze Gebäude, Fassaden mit computergesteuerten Licht- und Klanginstallationen, die eine intensive Verbindung zum öffentlichen Raum herstellen. „Kaum eine Künstlerin hat das Spannungsfeld zwischen Poesie und Computer, zwischen Licht und Farbe so vielseitig ausgelotet wie sie“.
Für ihr Großprojekt REGENBOGENTRILOGIE 1999–2015 mit REGENBOGEN  ÜBER ÖSTERREICH 1999 am Ende eines Jahrhunderts mit zwei Weltkriegen, REGENBOGEN FÜR EUROPA 2004 anlässlich des Beitritts zehn neuer Mitgliedsstaaten zur EU als Ende der Kriege in Europa und WELTWEITEM REGENBOGEN 2015, 70 Jahre nach dem Ende der Weltkriege als Geste der Hoffnung auf Weltfrieden, der größten Herausforderung der heutigen Zeit, wurden in ausgewählten Metropolen historisch bedeutende Bauwerke in farbiges Licht getaucht. Gemeinsam spannten sie einen Regenbogen über Österreich, Europa und zuletzt über unseren Planeten mit einem ikonischen Bauwerk auf jedem Kontinent.
2014 wurde die Regenbogentrilogie auf der Architekturbiennale Venedig vorgestellt.

## Ausstellungen, Lichtinstallationen (Auswahl)
- 1986 Biennale Venedig/Kunst und Wissenschaft
- 1987 Wilhelm-Hack-Museum, Ludwigshafen, Mathematik in der Kunst der letzten 30 Jahren
- 1987 Amsterdam: Stedelijk Museum: The Art Machine
- 1988 Montreal: Images du Futur
- 1988 Linz: Ars Electronica
- 1988 Toulouse: F.A.U.S.T.
- 1989 Boston: SIGGRAPH
- 1991 New York: Bronx Museum: Third Emerging Expressions Biennale
- 1995 Arte Laguna/Biennale Venedig
- 1996 Bonn: Kunst- und Ausstellungshalle der Bundesrepublik Deutschland: Kunst aus Österreich 1896–1996
- 1999 Paris: Medienfestival: Pour une écologie des médias
- 1999 Regenbogen über Salzburg
- „Eclair Léopold“ am Leopold Museum Wien1999 Regenbogen über Österreich

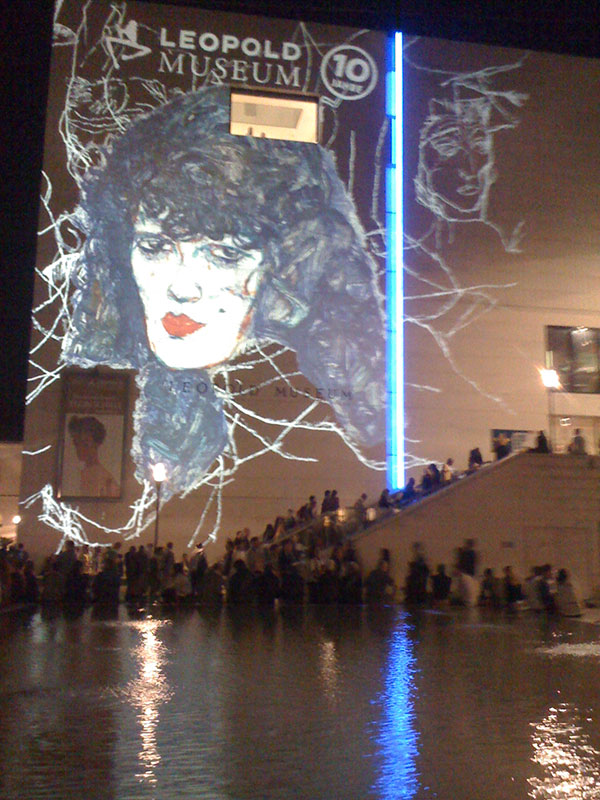
„Eclair Léopold“ am Leopold Museum Wien

- 2001 Rom: Galleria d´Arte Moderna: Diario
- 2002 Kopenhagen: Lux Europae
- 2004 Warschau, Berlin, Rom, Wien, Brüssel, Moskau: Regenbogen für Europa
- 2005 Karlsruhe: ZKM/Museum für Neue Kunst: Wasserfall
- 2006 Waldenbruch: Museum Ritter: Lichtquadrat
- 2007 Würzburg: Museum im Kulturspeicher: Blue Lines
- 2007 Wien: Österreichisches Parlament: Donaustrom
- 2008 Peking: Olympic Fine Arts
- 2009 Venedig, Isola Sant´Erasmo: The Light of  Sant’ Erasmo.
- 2010 Istanbul: Europäische Kulturhauptstadt: Lichtflotte
- 2011 Wien: Leopold Museum: Eclairs Léopold
- 2012 Budapest: Vasarely Museum: Chance as Strategy
- 2014 Time Space Existence/Architekturbiennale Venedig
- 2014 Washington: Strathmore Fine Arts: WHAT’S UP: New Technologies in Art
- 2015 Wien, Kairo, Peking, Sydney, New York, Curitiba: Weltweiter Regenbogen
- 2015 Wiener Regenbogen: Hofburg, Kunsthistorisches Museum, Naturhistorisches Museum.
- 2016 Time Space Existence/Architekturbiennale Venedig
- 2017 „Peace“ am Ars Electronica Center, Linz

## Preise (Auswahl)
- 2010 Verleihung des Berufstitels Professor h.c.
- 2008 Nominierung für den Deutschen Brückenbaupreis für die Fußgängerbrücke über den Inn[8]
- 1991 Verleihung der Großen Goldenen Medaille[9] (Künstlerhaus Wien)
- 1990 Anerkennung, Prix Ars Electronica[10]
- 1988 Kunstwürdigungspreis der Stadt Linz
- 1985 Staatsstipendium für Bildende Kunst
- 1976 Theodor-Körner-Preis
- 1975 Landeskulturpreis für Oberösterreich